# Henrik Herløv Lund
Henrik Herløv Lund (20. november 1950) er cand.scient.adm. fra RUC og tidligere medlem Den Alternative Velfærdskommission. Lunds arbejde tjener med hans egne ord "til forsvar for den danske velfærdsmodel og sker i en kritik af nyliberalismen".